# 刘章 (宋朝)
刘章（1097年—1177年），字文孺，衢州龙游人，南宋政治人物，宋高宗绍兴十五年（1145年）乙丑科状元。
刘章生于宋宣和六年甲辰二月十九日，是刘辉第四代孙，劉浩三子。其祖父劉天牧、父劉浩皆為进士。刘章祖辈早迁入沙县城头，应为沙县人。父在外为官。
刘章授镇江军签判，升任秘书郎，兼普安、恩平两王府教授，担任著作佐郎。秦桧讨厌他不依附自己，出为筠州通判。秦桧死后，召入朝中擢升为秘书少监、起居郎。宋孝宗即位，授秘阁修撰、敷文阁待制，拜礼部侍郎，进权尚书兼给事中。1177年（孝宗淳熙四年）上表告老，以资政殿学士致仕，同年去世，年八十岁，赠光禄大夫，谥靖文。另据《永安姓氏志》记载，刘章於1177年由沙县城头迁徙至二十七都（今永安市大湖岭后）定居，卒于1200年（寧宗慶元六年），寿高103岁，为永安刘氏开基始祖。